# Taça Latina de 2001
A Taça Latina de 2001 foi a 19ª edição da Taça Latina. Esta competição é organizada pelo CERH.
A competição estaria inicialmente marcada para a Ilha Terceira nos Açores, foi transferida para a Lourinhã devido aos elevados custos de organização e falta de apoio por parte do Governo Regional do Açores.
Esta edição ficou marcada pela ausência da selecção da Espanha, devido a conflito de datas, pelo que pela 1ª vez foi convidada a Selecção da Alemanha.
|  | Meias Finais        | Meias Finais        |   |                     | Final               | Final |  |
|  |                     |                     |   |                     |                     |       |  |
|  | 10 de Março de 2001 |                     |   |                     |                     |       |  |
|  | Portugal            | 10                  |   |                     |                     |       |  |
|  | Alemanha            | 0                   |   |                     |                     |       |  |
|  |                     |                     |   |                     |                     |       |  |
|  |                     |                     |   |                     | 11 de Março de 2001 |       |  |
|  |                     |                     |   |                     | Portugal            | 8     |  |
|  |                     | França              | 1 |                     |                     |       |  |
|  |                     |                     |   |                     |                     |       |  |
|  |                     |                     |   |                     |                     |       |  |
|  |                     |                     |   |                     | Terceiro lugar      |       |  |
|  | 10 de Março de 2001 | 10 de Março de 2001 |   | 11 de Março de 2001 | 11 de Março de 2001 |       |  |
|  | França              | 4                   |   | Alemanha            | 2                   |       |  |
|  | Itália              | 3                   |   |                     | Itália              | 3     |  |